# Serinette

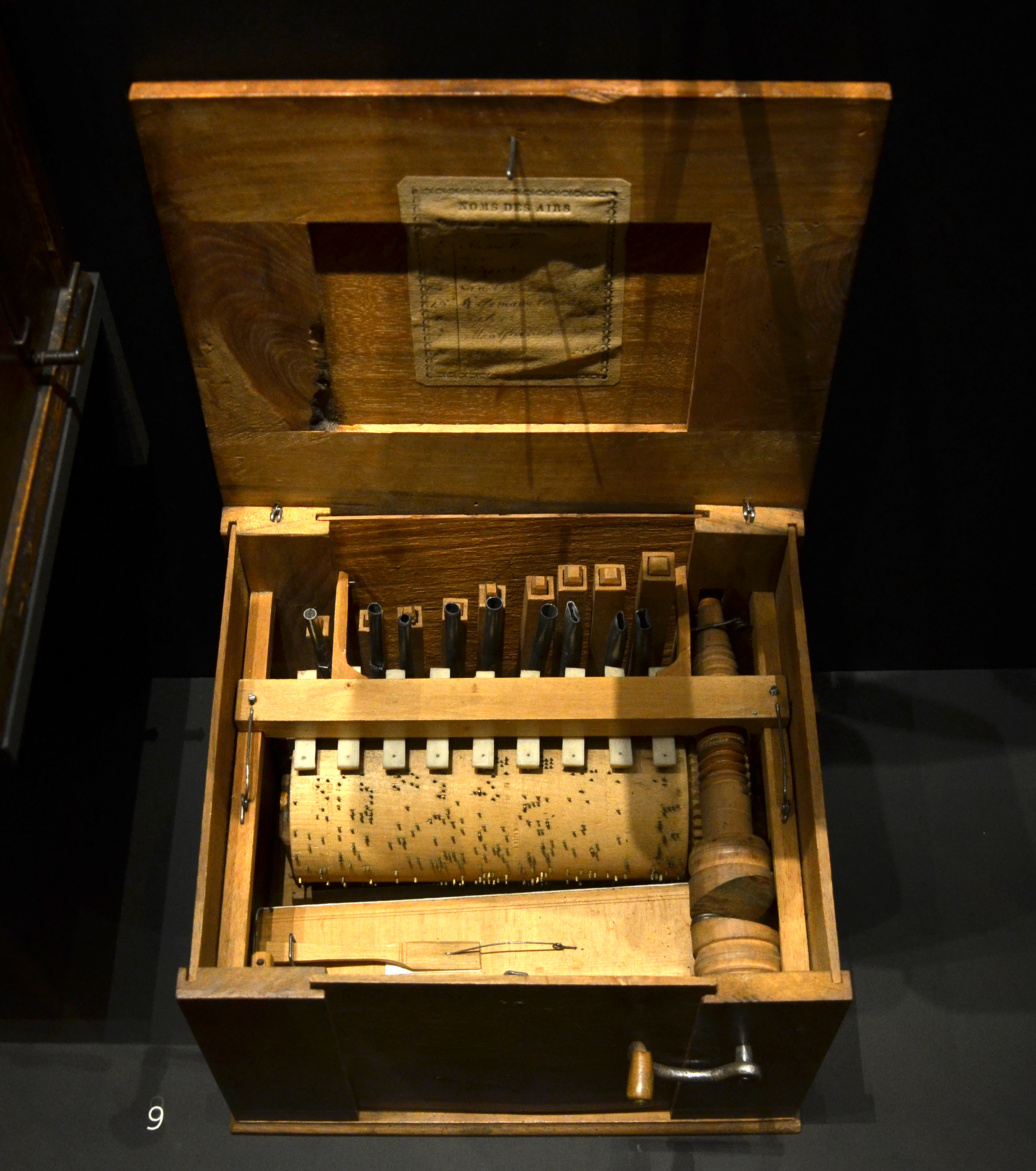
Một chiếc đàn serinette vào năm 1768.

Serinette là một nhạc cụ cơ khí thuộc nhạc cụ organ và nhạc cụ hơi, chuyên dùng để dạy chim hoàng yến hót.  Nhạc cụ này xuất hiện vào thế kỷ 18 ở châu Âu tại Pháp,trở thành nhạc cụ phổ biến để giải trí âm nhạc và khiêu vũ trong các hộ gia đình trung lưu. Mỗi chiếc đàn sẽ có 8 bài hát ngẫu nhiên và được phát khi chỉnh con quay nhạc.
Cấu tạo của nó gồm 9-13 ống khí, một cái bơm, bánh răng, tay quay, nút khí, ống dẫn và một con quay có ghim được đóng trên đó. Khi quay tay quay sẽ đẩy cái bơm lên xuống, tạo khí vào khoang khí chung của các ô. Tay quay cũng làm quay bánh răng khiến cho con quay có ghim chuyển động. Các ghim trên đó làm nhấc nút khí các ống, đẩy khí ra ngoài và tạo ra âm thanh.